# Jimmie Davis
James Houston Davis, né le 11 septembre 1899 dans la Paroisse de Jackson, Louisiane, États-Unis et mort le 5 novembre 2000 à Bâton-Rouge en Louisiane, est un chanteur de musique country, blues et compositeur américain.
Il est élu deux fois gouverneur de la Louisiane, du 9 mai 1944 au 11 mai 1948 et du 10 mai 1960 au 12 mai 1964, en tant que membre du Parti Démocrate.
Il est connu pour avoir refusé la grâce qui entraina l'exécution de Willie Francis sur la chaise électrique le 9 mai 1947,,.
Jimmie Davis est également célèbre pour être l'un des premiers interprètes de You Are My Sunshine, un standard de la musique country. Il est également propriétaire, conjointement avec Charles Mitchell, des droits d'auteur de la chanson, que les deux hommes ont acheté à Paul Rice en 1940. Davis utilise la chanson pour ses deux campagnes électorales. En 1977, la législature de Louisiane décrète You Are My Sunshine comme chanson d'État en l'honneur de Davis.